# آرامگاه ابو منصور ریابی
مقبره ابومنصور ریابی مربوط به دوران‌های تاریخی پس از اسلام است و در شهرستان گناباد، بخش مرکز ی، روستای ریاب واقع شده و این اثر در تاریخ ۱۰ دی ۱۳۸۱ با شمارهٔ ثبت ۶۷۳۱ به‌عنوان یکی از آثار ملی ایران به ثبت رسیده است.